# 貝倫湖
47°51′40″N 10°38′39″E / 47.86111°N 10.64417°E

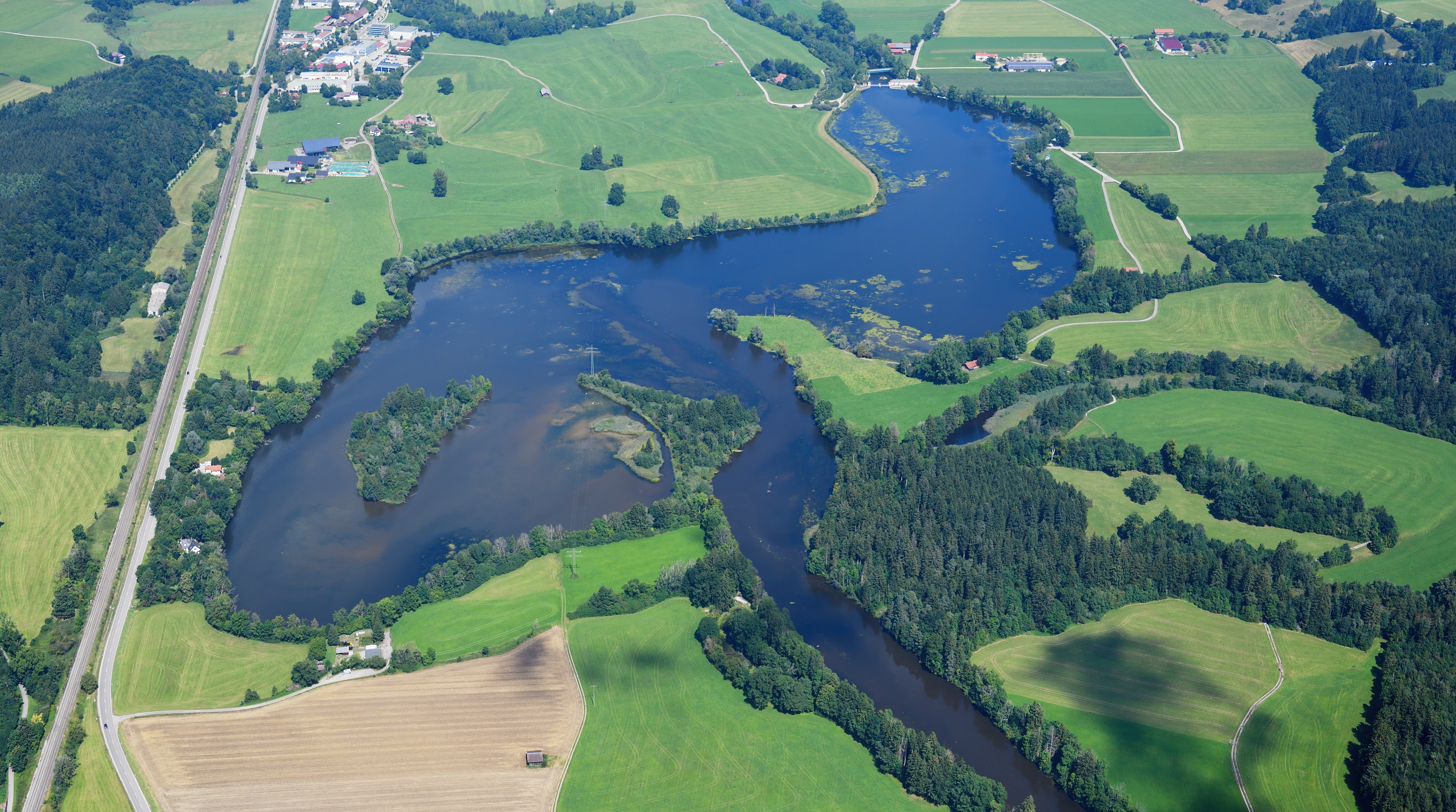

貝倫湖（德語：Bärensee），是德國的水庫，位於該國東南部，由巴伐利亞州負責管轄，處於考夫博伊倫以南，面積0.54平方公里，平均水深12米，最大水深25米，水體容量150萬立方米。